# Utenos
Utenos is een Litouws biermerk. Het bier wordt sinds 1991 gebrouwen in brouwerij Utenos Alus in Utena. 

## Varianten
- Classic, blond bier met een alcoholpercentage van 5,2%
- Utenos, blond bier met een alcoholpercentage van 5%
- Pilsener, blond bier, type pils, met een alcoholpercentage van 4,6%
- Auksinis, blond bier met een alcoholpercentage van 5%
- Porteris, donkerbruin bier, type Baltische porter, met een alcoholpercentage van 6,8%
- Čili Porteris, donkerbruin bier met een alcoholpercentage van 7%, met toevoeging van chilipepers
- Kvietinis, blond ongefilterd bier, type Belgisch witbier, met een alcoholpercentage van 4%
- Radler, een mix van bier met citroensap, sinaasappelsap of cola, met een alcoholpercentage van 2%